# Thực phẩm khêu gợi

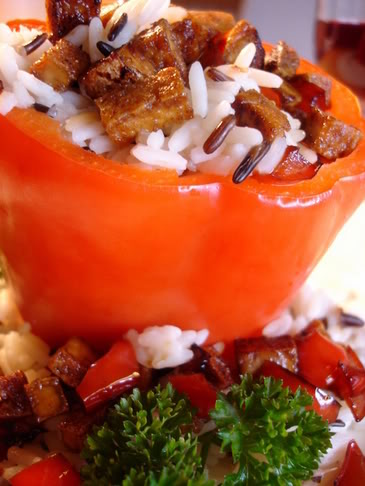
Bức ảnh đẹp và hấp dẫn về món ớt chuông nhồi thịt

Thực phẩm khêu gợi, hay thực phẩm hấp dẫn, thực phẩm bắt mắt, dịch từ thuật ngữ Food porn, là thuật ngữ chỉ sự khêu gợi, hấp dẫn, bắt mắt của việc trình bày các món ăn, cách ăn và nấu nướng thông qua các bức ảnh, quảng cáo, chương trình quảng cáo, chương trình dạy nấu ăn dạng blog hoặc trên các phương tiện truyền thông khác.
Các món ăn được yêu thích có hàm lượng chất béo và calo cao, những món ăn kì lạ đó khơi dậy ham muốn, sự thèm ăn hoặc ca ngợi thức ăn như một sự thay thế cho tình dục.
Food porn thường là dạng nhiếp ảnh về đồ ăn hoặc trình bày món ăn một cách rất bắt mắt, tương tự như chụp ảnh gợi cảm hoặc chụp ảnh gợi dục.